# Podum
Podum falu Horvátországban Lika-Zengg megyében. Közigazgatásilag Otocsánhoz tartozik

## Fekvése
Zenggtől légvonalban 32 km-re, közúton 45 km-re délkeletre, községközpontjától 5 km-re északkeletre a Kis-Kapela és a Velebit-hegység között fekszik.

## Története
Podum területe már a középkorban lakott volt. Ezt bizonyítják a falu melletti kis dombon található középkori Szent Márk templom romjai. A romok egészen a 20. század elejéig magasan álltak és láthatók voltak a kőfallal kerített egykori temető maradványai is. 1955-ben feltárások zajlottak ezen a helyen, melyek során a romokat konzerválták és a temetkezések alapján a temető használatát a 11. és 16. század közé keltezték. A romok súlyosan károsodtak 1980-ban, amikor a Podum-Otocsán út vonalán tereprendezési munkák folytak, valamint a honvédő háború idején is, amikor a szerbek a templom falmaradványait bunkerek számára építették át. A háború után néhány helyi lakos a templom apszisából hordott el anyagot házépítéshez. Így semmisültek meg szinte teljesen a Lika és a Gacka völgye egyik legősibb, valószínűleg már a 9. században is állt horvát templomának falai. A középkori horvát falu a 16. században a török támadások hatására megsemmisült.
A mai szerb többségű település a 17. század közepén keletkezett amikor a török elől menekülő pravoszláv vallású vlahokat telepítettek erre a vidékre. Lakói a letelepítés fejében a török elleni harcokban katonai szolgálatot láttak el. A település a katonai határőrvidék részeként az otocsáni határőrezredhez tartozott. A falunak 1857-ben 915, 1910-ben 1120 lakosa volt. A trianoni békeszerződésig Lika-Korbava vármegye Otocsáni járásához tartozott. Ezt követően előbb a Szerb–Horvát–Szlovén Királyság, majd Jugoszlávia része lett. Jugoszlávia felbomlása után 1991-ben a független Horvátország része lett. A honvédő háború idején egyik kiindulópontja volt az Otocsán városa elleni tüzérségi támadásoknak. Szerb lakossága 1991 őszén a horvát csapatok ellentámadása során nagyrészt elmenekült. A falunak 2011-ben 103 lakosa volt.

## Lakosság
| Lakosság változása | Lakosság változása | Lakosság változása | Lakosság változása | Lakosság változása | Lakosság változása | Lakosság változása | Lakosság változása | Lakosság változása | Lakosság változása | Lakosság változása | Lakosság változása | Lakosság változása | Lakosság változása | Lakosság változása | Lakosság változása |
| ------------------ | ------------------ | ------------------ | ------------------ | ------------------ | ------------------ | ------------------ | ------------------ | ------------------ | ------------------ | ------------------ | ------------------ | ------------------ | ------------------ | ------------------ | ------------------ |
| 1857               | 1869               | 1880               | 1890               | 1900               | 1910               | 1921               | 1931               | 1948               | 1953               | 1961               | 1971               | 1981               | 1991               | 2001               | 2011               |
| 915                | 973                | 980                | 977                | 1.123              | 1.120              | 1.090              | 1.068              | 894                | 802                | 658                | 591                | 527                | 459                | 43                 | 103                |

## Nevezetességei
- A középkori falu Szent Márk templomának csekély maradványai az otocsáni út közelében. A templom romjai az Um nevű hegy alatt találhatók. A templomot körülvevő nekropolisz a 11. és 16. század közötti időszakból származik. Az épület egyhajós volt, négyszögletes szentéllyel. Faragott kövekből és abból az ősi építőanyagból épült, amely a közeli Arupium (a mai Prozor) ősi településéről származik. A délszláv háború súlyos károkat okozott a maradványokban.[4]